# Instituto Nina Rosa
Instituto Nina Rosa é uma organização independente, sem fins lucrativos, fundada em 2000 pela ex-modelo Nina Rosa, que combate os maus-tratos e o abandono de animais, e promove os direitos dos animais e o vegetarianismo.
As ações do instituto envolvem a realização de projetos, palestras e a produção de material impresso e audiovisual.